# Macrosiphum amygdaloides
Macrosiphum amygdaloides är en insektsart. Macrosiphum amygdaloides ingår i släktet Macrosiphum och familjen långrörsbladlöss. Inga underarter finns listade i Catalogue of Life.